# NK GOŠK Gabela
El Gabeoski Omladinski Športski Klub (en español: Club Deportivo Juvenil de Gabela), conocido simplemente como GOŠK Gabela, es un club de fútbol bosnio de Gabela, Čapljina y fundado en 1919. El equipo juega sus partidos como local en el Stadion Podavala y juega en la Premijer Liga.